# Zagrammosoma melinum
Zagrammosoma melinum is een vliesvleugelig insect uit de familie Eulophidae. De wetenschappelijke naam is voor het eerst geldig gepubliceerd in 1978 door Gordh.